# Mouvement finlandais des initiatives villageoises
Le Mouvement des initiatives villageoises (finnois : Suomen Kylätoiminta ry, sigle: SYTY) est un mouvement né en Finlande dans les années 1970, qui a pour objectif de favoriser le maintien de la culture traditionnelle, la mutualisation des équipements, la vie associative et culturelle et le développement économique écologique régional. Ce mouvement est récipiendaire d'un Prix d'Honneur au prix Nobel alternatif en 1992.

## Histoire

### Contexte de l'après-guerre
Trois étapes forment le terreau dans lequel naît le mouvement:
- 1940 : la perte de territoires au profit de l'URSS
- 1965 -1975 : le mirage de l'urbanisation salvatrice.
- À partir de 1980 : la désillusion et le retour à la campagne

À la fin de la Guerre d'hiver, le traité de Moscou impose à la Finlande,  au profit de l'URSS, la cession de trois régions, et son flot de déplacés estimé à 500 000.

### Premiers comités
L'idée de sauvegarder leurs villages, sans l'aide des autorités nationales, conduit des militants ruraux à fonctionner en comités villageois, en dehors d'une structure légale (ni association, ni groupement).

### Entrée dans l'Union Européenne
En 1995, la Finlande intègre l'Union européenne. Des fonds, que les politiques nationaux n'avaient pas inscrits au budget, deviennent accessibles (fonds FEDER). Cette manne conduit à une cristallisation de la plupart des comités, mais aussi quelques dérives.

### Perspectives
Le mouvement migratoire interne est encore favorable à la campagne. Les comités assurent l'accueil des arrivants et les accompagnent pour favoriser leur intégration.

## Reconnaissance
Au nom du Mouvement finlandais des initiatives villageoises, Tapio Mattlar est récipiendaire d'un Prix d'Honneur au prix Nobel alternatif en 1992, « pour montrer une méthode dynamique de relance des régions  rurales, de décentralisation et de renforcement de la population. ».
En 1995, Tapio Mattlar et le Mouvement finlandais des initiatives villageoises reçoivent un Communities Award, par les Amis de l'Organisation des Nations unies pour célébrer le 50e anniversaire de l'Organisation.